# Villalonga
Villalonga (em castelhano) ou Vilallonga (em valenciano) é um município da Espanha na província de Valência, Comunidade Valenciana. Tem 43,3 km² de área e em 2021 tinha 4 453 habitantes (densidade: 102,8 hab./km²).

## Demografia
| Variação demográfica do município entre 1991 e 2004 [carece de fontes?] | Variação demográfica do município entre 1991 e 2004 [carece de fontes?] | Variação demográfica do município entre 1991 e 2004 [carece de fontes?] | Variação demográfica do município entre 1991 e 2004 [carece de fontes?] |
| ----------------------------------------------------------------------- | ----------------------------------------------------------------------- | ----------------------------------------------------------------------- | ----------------------------------------------------------------------- |
| 1991                                                                    | 1996                                                                    | 2001                                                                    | 2004                                                                    |
| 3565                                                                    | 3649                                                                    | 3696                                                                    | 3996                                                                    |